# Takashi Amano
Takashi Amano (天野尚, Amano Takashi, 18 de julio de 1954 - 4 de agosto de 2015) fue un fotógrafo, diseñador y acuarista japonés.
Ya durante sus años de escuela primaria, Takashi se unió al club de biología fundado y organizado por el Profesor Nagashima, club que más tarde se distinguiría a nivel nacional al ganar varios premios, entre ellos un premio de investigación científica realizado por el propio Takashi sobre el pez paraíso, iniciando también en esa época el estudio y la experimentación sobre la relación que se establecía entre peces y plantas acuáticas. Así, pronto demostró un interés muy especial por la acuariofilia, comenzando a construir y fotografiar acuarios plantados en 1972.
El Profesor Nagashima diría de él: “Creo que Takashi ha revolucionado el antiguo y rígido concepto del acuario -el cual era apenas una caja de vidrio para observar peces-, haciendo de las plantas las estrellas del acuario y transformando el trabajo del acuarista en una forma de arte.”
En 1982 fundó Aqua Design Amano (ADA), una empresa especializada en el diseño y producción de acuarios que proporcionaba equipos para el cultivo de plantas acuáticas. Su columna sobre acuarios, "Nature Aquarium", apareció en las revistas mensuales Practical Fishkeeping y Tropical Fish Hobbyist. Amano fue también el autor de Nature Aquarium World (TFH Publications , 1994), una influyente serie de tres libros sobre paisajismo acuático, peces y plantas de acuario de agua dulce .También publicó el libro Aquarium Plant Paradise (TFH Publications, 1997). Sus libros de fotografías de lo que él llamó el «Acuario de la naturaleza», Glass no Naka no Daishizen, publicado en 1992, seguido de Mizu-Shizen eno kaiki, se tradujeron a siete idiomas.
Sus diseños impulsaron el paisajismo acuático, incorporarndo conceptos de jardinería japonesa como Wabi-sabi y arreglos de rocas zen. Amano utilizó con frecuencia Glossostigma elatinoides y Riccia fluitans como material vegetal.

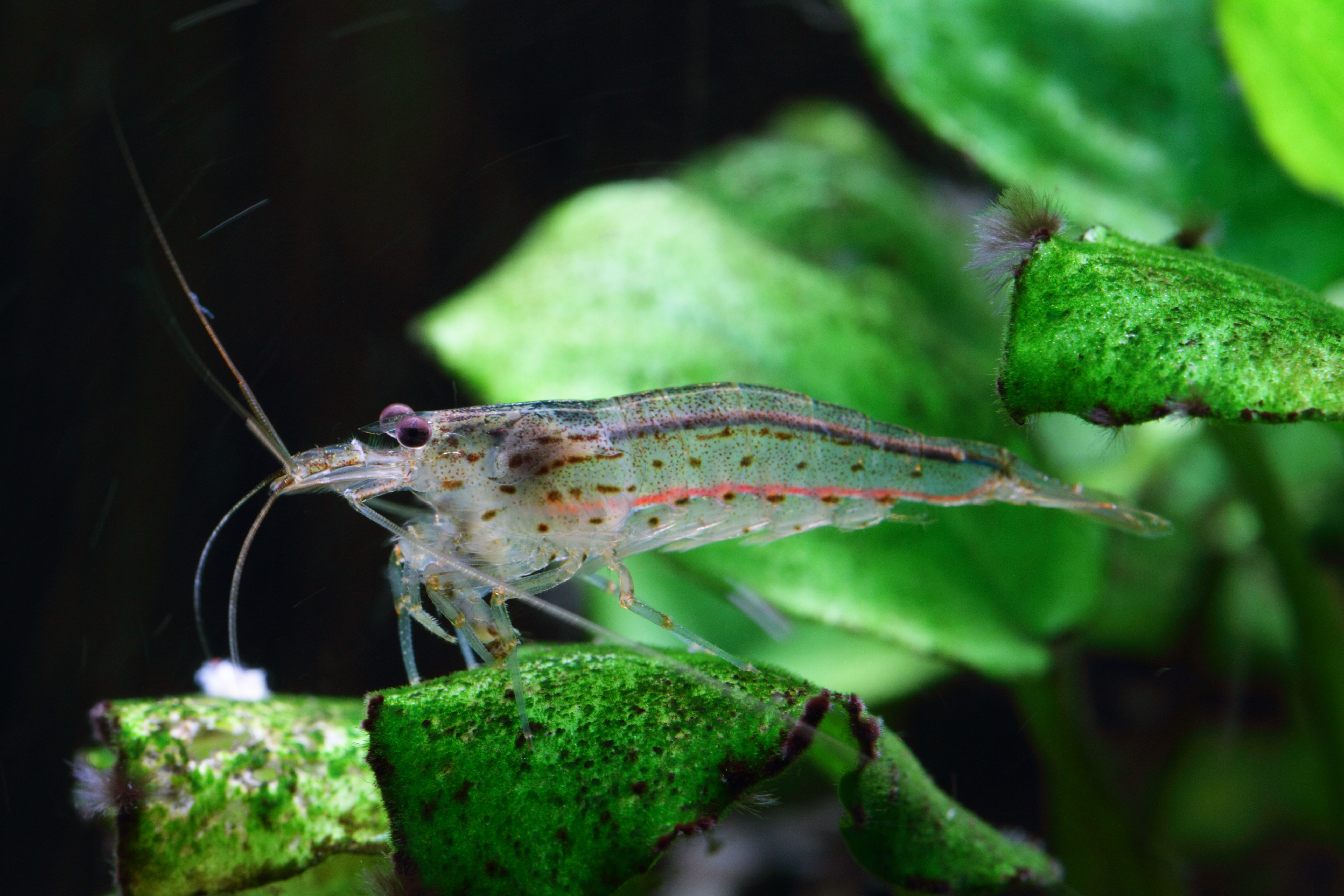
Caridina multidentata, o gamba Amano.

El "camarón Amano", "camarón Yamato" o "gamba Amano" (Caridina multidentata; anteriormente Caridina japonica), una especie de camarón de agua dulce, recibió su nombre común en su honor. Amano descubrió en la década de 1980 la capacidad de la especie para consumir grandes cantidades de algas y encargó varios miles de ellas a un distribuidor local. Desde entonces, se han utilizado ampliamente en acuarios de agua dulce como un método para controlar el crecimiento de algas y han sido el punto de partida para, junto con otras especies similares, establecer la modalidad de nanoacuarios denominada «gambarios».
Falleció de neumonía en 2015 a los 61 años.

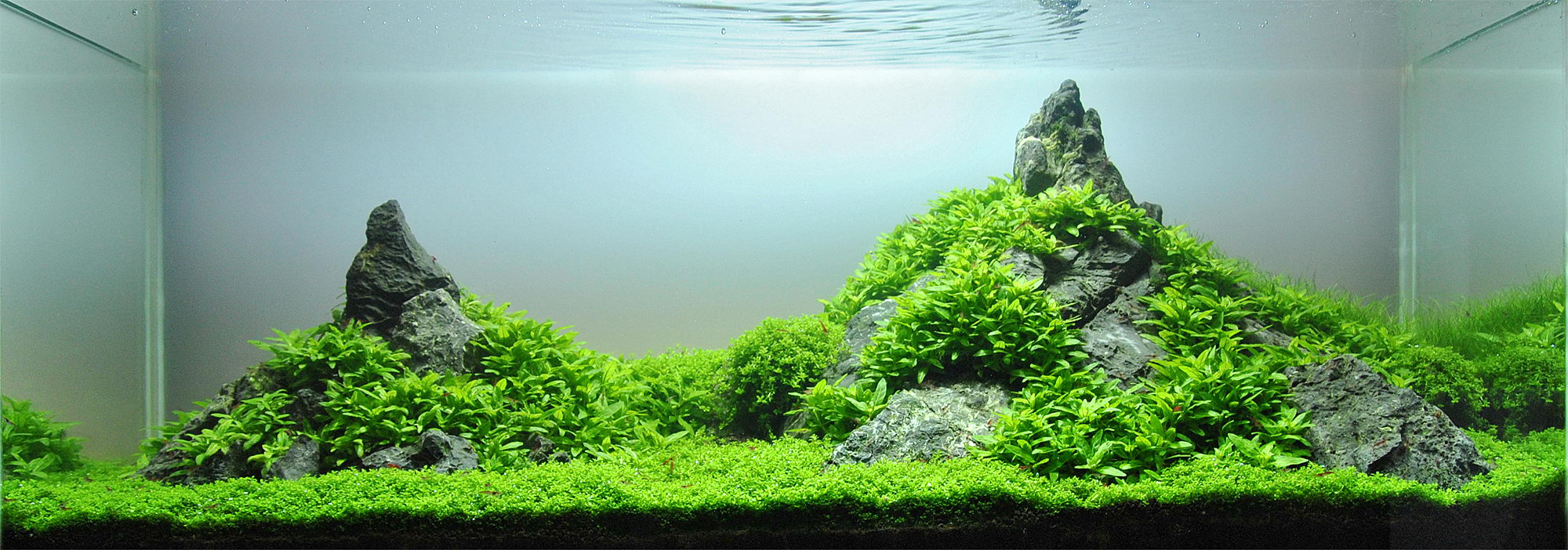
Acuario de estilo Iwagumi, inspirado en las ideas de Amano.

## Como fotógrafo
A partir de 1975 viajó por las selvas tropicales del Amazonas, Borneo y África Occidental.También visitó bosques en Japón, donde creó una serie de fotografías centradas en la naturaleza virgen con cámaras de gran formato. Usó para ello películas de gran tamaño (hasta 8 × 20 pulgadas). Sus obras se han presentado internacionalmente en diversas exposiciones y publicaciones.
Amano dio conferencias sobre sus expediciones fotográficas y sus experiencias en la naturaleza alrededor del mundo, y abogó por la importancia ambiental de los programas de plantación de árboles para apoyar la conservación del medio ambiente. Fue miembro de la Sociedad Japonesa de Fotógrafos Profesionales, la Asociación Japonesa de Fotógrafos Publicitarios, la Asociación Internacional de Fotógrafos Ambientales y la Sociedad de Fotografía Científica.